# Édouard Piaget
Édouard Piaget (Les Bayards, 3 november 1817 - Couvet, 10 september 1910) was een Zwitsers entomoloog, gespecialiseerd in Phthiraptera (dierluizen).
Als jongeman werd hij leraar Frans aan het Instituut Noorthey van Petrus de Raadt in Veur. Daarnaast studeerde hij Romeins Recht aan de Universiteit van Leiden. Na het afronden van deze studie in 1837 bleef hij privéleraar, totdat hij in 1844 werd benoemd tot docent Frans en geschiedenis aan het Erasmiaans Gymnasium in Rotterdam. Een paar jaar later werd hij docent aan de Hogere Burger School (HBS) in Rotterdam. In 1889 keerde hij terug naar Zwitserland om in Les Bayards bij zijn zuster te gaan wonen. Hier ging hij door met zijn wetenschappelijk werk, totdat hij niet genoeg meer kon zien. Toen hij stierf was hij bijna blind en helemaal doof.
Zijn verzameling (dier)luizen had hij verkregen van dieren in de Rotterdamse dierentuin en van huiden bij het Natuurhistorisch museum in Leiden. Ook kreeg hij uit de hele wereld veel specimina opgestuurd om te determineren en te beschrijven.
In 1905 schonk Piaget zijn entomologische verzameling, zijn herbarium en een omvangrijke bibliotheek aan de stad Neuchâtel, waar het in het natuurhistorisch museum terechtkwam. In 1927 werd dit alles in originele toestand verworven door het Natural History Museum in Londen. Deze collectie heeft grote historische waarde omdat zij heel veel specimina bevat waarop de publicaties van Piaget zijn gebaseerd. Een klein deel van zijn verzameling specimina is in Leiden achtergebleven en in Naturalis terechtgekomen.